# 日恰尼

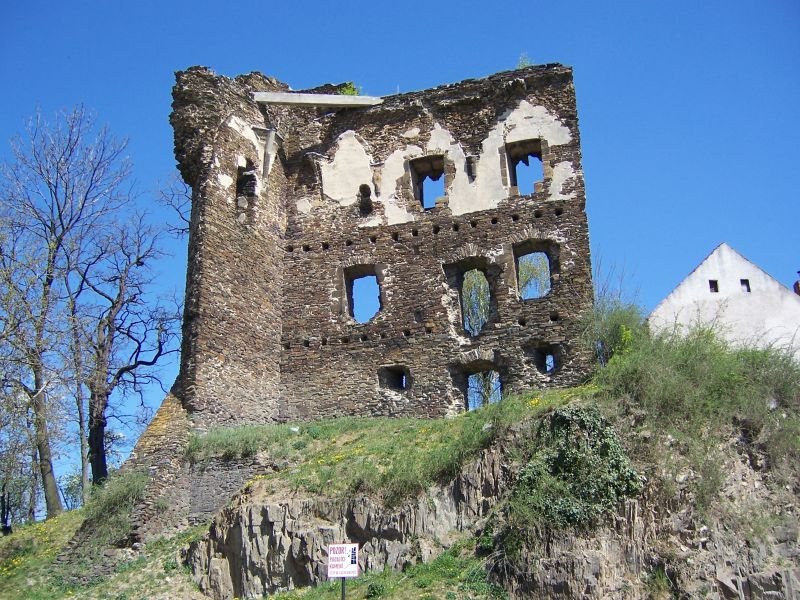

日恰尼是捷克的城鎮，位於該國中部，距離首都布拉格20公里，由中波希米亞州負責管轄，面積25.80平方公里，海拔高度341米，該地區自史前時代有人類居住，2006年人口12,429。

## 外部連結
- Municipal website （页面存档备份，存于） (in Czech)

49°59′31″N 14°39′20″E / 49.99194°N 14.65556°E